# Uruguay (Cerro Largo)
Pour les articles homonymes, voir Uruguay (homonymie).
Uruguay, ou Poblado Uruguay, est une localité uruguayenne du département de Cerro Largo, rattachée à la municipalité de Río Branco.

## Localisation
Située à proximité de la frontière brésilienne (marquée par le río Yaguarón) au sud-est du département de Cerro Largo, Uruguay se trouve au nord-ouest de la ville de Río Branco à 76 km de Melo, la capitale départementale.

## Population
| 2011 |
| ---- |
| 104  |

## Source
- (es) Cet article est partiellement ou en totalité issu de l’article de Wikipédia en espagnol intitulé « Uruguay (Cerro Largo) » (voir la liste des auteurs).